# 1961

## Події
- 1 січня — Бельгія розпочала головування в Раді ЄС[1].
- 31 січня — США зробила запуск космічної ракети з шимпанзе Хем на борту. Ракета мала швидкість 8000 км/год і піднялася на висоту 250 км над Землею. Шимпанзе була повернена без пошкоджень.
- 13 березня — Чорний понеділок в Києві. Більше 1500 мешканців Куренівки загинули.
- 12 квітня — Юрій Гагарін став першою людиною, що побувала у космосі.
- 5 травня — Американець Алан Шепард став другою людиною, що побувала в космосі.
- 31 травня — проголошено незалежність Південно-Африканської Республіки від Великої Британії.
- 1 липня — Федеративна Республіка Німеччина розпочала головування в Раді ЄС[1].
- 30 жовтня — СРСР провели випробовування термоядерної бомби на Новій Землі. (Див. Цар-бомба)
- 15 листопада — перейменована Сталінська залізниця в сучасну назву Придніпровська залізниця
- 20 грудня — у Північній Ірландії відбулася остання смертна кара.

## Вигадані події
- Події книги 11/22/63.
- Події серіалу 11.22.63.

## Народились
Дивись також Категорія:Народились 1961
- 13 січня: 
  - Грехем Макферсон, англійський рок-співак (Madness)
  - Джулія Луї-Дрейфус, американська акторка
- 17 січня — Майя Чибурданідзе, грузинська шахістка
- 26 січня — Уейн Грецкі, канадський хокеїст
- 6 лютого — Геннадій Куцак, заслужений юрист України
- 8 лютого — Вінс Ніл, американський рок-співак (Motley Crue)
- 16 лютого — Енді Тейлор, англійський рок-музикант (Duran Duran)
- 17 лютого — Коротаєв Андрій Віталійович, російський історик, філософ, соціолог, орієнталіст
- 26 лютого — Джон-Йон, американський рок-музикант (Bronski Beat)
- 5 березня — Олена Олексіївна Яковлева, російська кіноакторка
- 21 березня — Лотар Маттеус, німецький футболіст
- 22 березня — Олександр Цекало, російський співак
- 25 березня — Василь Рац, радянський футболіст
- 3 квітня — Едді Мерфі, актор
- 4 квітня — Чіакі Конака, японський письменник та сценарист
- 26 квітня — Олександр Заваров, український футболіст
- 4 травня — Джей Астон, співак
- 6 травня — Джордж Клуні, американський актор
- 7 травня — Філ Кемпбелл, рок-музикант (Motorhead)
- 13 травня — Денніс Родмен, американський баскетболіст
- 14 травня — Тім Рот, англійський кіноактор
- 31 травня — Ліа Томпсон, акторка
- 9 червня — Майкл Фокс, актор
- 14 червня — Бой Джордж, англійський рок-співак
- 19 червня:
  - Елісон Моє, співачка
  - Наталія-Марія Петрівна Фарина, українська співачка (сопрано), педагог, заслужена артистка України (1997).
- 22 червня — Джиммі Сомервіль, рок-музикант, співак
- 24 червня — Курт Сміт, рок-музикант (Tears For Fears)
- 25 червня — Тимур Бекмамбетов, російський режисер, сценарист, продюсер і кліпмейкер.
- 26 червня — Грег Лемонд, американський велосипедист
- 1 липня:
  - Діана Спенсер принцеса Діана
  - Карл Льюїс, дев'ятиразовий Олімпійський чемпіон з легкої атлетики
- 2 липня — Джиммі Макнікол, актор
- 3 липня — Олександр Юхимович Роднянський, український кінорежисер-документаліст
- 8 липня — Ендрю Флетчер, клавішник гурту Depeche Mode
- 13 липня — Хуліо Сезар Васкес, боксер
- 15 липня: 
  - Лоліта Давидович, акторка
  - Форест Вітакер, актор
- 18 липня — Елізабет Макговерн, американська акторка
- 21 липня — Джим Мартін, музикант, гітарист гурту Faith No More
- 23 липня: 
  - Вуді Харрельсон, американський актор
  - Мартін Гор, англійський рок-музикант, композитор (Depeche Mode)
- 26 липня — Гері Чероне, американський рок-музикант, співак (Extreme, Van Halen)
- 30 липня — Лоуренс Фішберн, американський актор
- 8 серпня: 
  - Ріккі Рокетт, американський рок-музикант, ударник гурту Poison
  - Дейвід Еванс, гітарист гурту U2
- 24 серпня — Мак Бедфорд, рок-музикант, басгітарист (Madness)
- 11 вересня - Пол Вошер, американський реформований баптиський пастор, місіонер, юрист, професор і письменник
- 12 вересня — Мілен Фармер, французька співачка, композитор, акторка
- 13 вересня — Дейв Мастейн, американський рок-музикант, лідер гурту Megadeth
- 21 вересня — Ненсі Тревіс, американська акторка
- 25 вересня — Гізер Локлір, американська акторка
- 4 жовтня — Джон Секада, американський поп-співак
- 15 жовтня — В'ячеслав Бутусов, російський рок-музикант (Наутилус Помпилиус)
- 16 жовтня — Євген Хавтан, російський музикант, лідер гурту «Браво»
- 12 листопада — Надя Команечі, румунська гімнастка
- 16 листопада — Френк Бруно, англійський боксер
- 19 листопада — Мег Райян, американська акторка, продюсер
- 30 грудня — Бен Джонсон, канадський спринтер

## Померли
Дивись також Категорія:Померли 1961
- 12 березня — Довгаль Олександр Михайлович (1904-1961) — український графік.
- 2 липня — Ернест Гемінґвей (1899 — 1961) — американський письменник і журналіст.
- 19 липня — Пол Віллард Меррілл (1887—1961) — американський астроном.

## Нобелівська премія
- з фізики: Роберт Гофстедтер — «За основні дослідження з розсіювання електронів на атомних ядрах і пов'язаних з ними відкриттів в області структури нуклонів»; Рудольф Людвіг Мессбауер — «За дослідження резонансного поглинання гамма-випромінювання й відкриття у зв'язку із цим ефекту, що носить його ім'я»
- з хімії: Мелвін Калвін — «За дослідження засвоєння діоксиду вуглецю рослинами»
- з медицини та фізіології: Георг фон Бекеші — «За відкриття фізичних механізмів сприйняття подразнень завитки»
- з літератури: Іво Андрич
- премія миру: Даг Гаммаршельд — «За діяльність в ООН»